# Lamedon
Lamedon is een fictieve landstreek in J.R.R. Tolkiens werk In de ban van de ring.

## Geografie
Lamedon maakt deel uit van het koninkrijk Gondor. De belangrijkste nederzetting van Lamedon is Calembel aan de rivier de Ciril. Andere plaatsen zijn Ethring, dat gelegen is aan de rivier de Ringló, en Erech, de plaats waar Aragorn het leger der doden aan zich bond. Naast de Ringló en de Ciril stroomt ook de Morthond door de provincie. De Ringló en de Morthond vormen, samen met de Ered Nimrais, de natuurlijke grenzen van Lamedon. De Morthond vormt de grens met Anfalas en de Ringló de grens met Dor-en-Ernil.

## Oorlog om de Ring
Tijdens de Oorlog om de Ring werd Lamedon aangevallen door de Kapers van Umbar waardoor de provincie geen manschappen kon sturen voor de verdediging van het belegerde Minas Tirith. De heer van Lamedon, Angbor, was druk doende de stad Linhir te verdedigen tegen de Kapers. Toen Aragorn met het dodenleger uit Erech kwam, overwon Angbor zijn angst voor de doden en trok met Aragorn door Lebennin. Na ontbinding van het dodenleger trokken de mannen van Lamedon en Lebennin onder leiding van Aragorn naar Minas Tirith om een doorslaggevende rol te spelen in de Slag van de Velden van Pelennor.